# Tian Zhen
Tian Zhen (Chino: 田震, pinyin: Tian Zhen, nacida el 2 de mayo de 1966, Pekín) es una cantante de género rock china. Ella ha descrito a Tina Turner como su cantante favorita. Ella físicamente es de 163 cm (5 pies 4 pulgadas) de altura.

## Discografía
- 1984 Beautiful Bay (美丽的海湾; Měilì de Hǎiwān)
- 1984 Nameless Little Flower (无名的小花; Wúmíng de Xiǎohuā)
- 1984 Monica (莫尼卡; Mòníkǎ)
- 1995 Perseverance (执着; Zhízhuó)
- 1996 Self-titled Tian Zhen (田震;Tián Zhèn)
- 1997 Let it Be (顺其自然; Shùn qí Zìrán)
- 1998 Cheers, Mate (干杯，朋友; GānBēi PéngYǒu)
- 2000 Shock (震撼; Zhènhàn)
- 2001 Night Stand (水姻缘; Shuǐ yīnyuán)
- 2005 38.5 °C
- 2006 Thanks Tian (干杯，田震; Gānbēi, tiánzhèn)

## Bandas de artistas relacionados
- Cui Jian
- Dou Wei
- Tang Dynasty (band)